# Élection présidentielle kosovare de 2011
L'élection présidentielle kosovare de 2011 a lieu le 22 février 2011 avant d'être jugée inconstitutionnelle et d'être recommencée le 7 avril 2011. Elle abouti à l'élection d'Atifete Jahjaga en tant que Président de la République du Kosovo.
Elle est la première élection présidentielle organisée depuis l'indépendance du Kosovo en 2008.

## Première élection

### Candidats
| Candidat et parti politique                     | Candidat et parti politique | Candidat et parti politique | Principale(s) fonction(s) politique(s) au moment de l'élection | Commentaires                                        |
| ----------------------------------------------- | --------------------------- | --------------------------- | -------------------------------------------------------------- | --------------------------------------------------- |
| Behgjet Pacolli Alliance pour un nouveau Kosovo |                             |                             | Député à l'Assemblée du Kosovo                                 | Candidat de la coalition gouvernementale (PDK-AKR). |

### Résultats
| Candidat | Candidat        | Parti    | Voix     | Voix    | Voix    |
| Candidat | Candidat        | Parti    | 1er tour | 2e tour | 3e tour |
| -------- | --------------- | -------- | -------- | ------- | ------- |
|          | Behgjet Pacolli | AKR      | 54       | 58      | 62      |
|          |                 |          |          |         |         |
| Votants  | Votants         | Votants  | 67       | 67      | 67      |
| Inscrits | Inscrits        | Inscrits | 120      | 120     | 120     |

### Invalidation
Le 30 mars 2011, la Cour constitutionnelle invalide son élection car il n'a pas démissionné de la présidence de son parti, l'Alliance pour un nouveau Kosovo. Acceptant le jugement et l'organisation d'un nouveau scrutin, il refuse cependant de démissionner. Le lendemain 1er avril 2011, la juridiction le remplace à son poste par intérim par Jakup Krasniqi, jusqu'à l'élection d'Atifete Jahjaga.

## Seconde élection

### Candidats
| Candidat et parti politique                       | Candidat et parti politique | Candidat et parti politique | Principale(s) fonction(s) politique(s) au moment de l'élection | Commentaires                                                      |
| ------------------------------------------------- | --------------------------- | --------------------------- | -------------------------------------------------------------- | ----------------------------------------------------------------- |
| Atifete Jahjaga Indépendante                      |                             |                             | Directrice adjointe de la police du Kosovo.                    | Candidate de la coalition gouvernementale (PDK-AKR) et de la LDK. |
| Susan Novoberdali Alliance pour un nouveau Kosovo |                             |                             |                                                                |                                                                   |

### Résultats
| Candidat | Candidat          | Parti    | Voix     |
| Candidat | Candidat          | Parti    | 1er tour |
| -------- | ----------------- | -------- | -------- |
|          | Atifete Jahjaga   | SE       | 81       |
|          | Susan Novoberdali | AKR      | 19       |
|          |                   |          |          |
| Votants  | Votants           | Votants  | 100      |
| Inscrits | Inscrits          | Inscrits | 120      |